# Petr Eben
Petr Eben (Žamberk, 22 de enero de 1929 - Praga, 24 de octubre de 2007) fue un compositor checo de música clásica moderna y contemporánea, además de un organista y director de orquesta.

## Biografía
Nacido en Žamberk al noreste de Bohemia, Eben pasó la mayor parte de su infancia y su primera adolescencia en Český Krumlov, al sur de Bohemia. Allí estudió piano, más tarde violonchelo y órgano. En los años de la Segunda Guerra Mundial fueron especialmente difíciles para el joven. Aunque Eben fue criado como católico, su padre era judío y, por tanto, cayó con la ocupación nacionalsocialista de su tierra natal. En 1943, con 14 años, Eben fue capturado y apresado por los nazis en Buchenwald, quedando allí durante el resto de la guerra.
Después de ser liberado, fue admitido en la Academia de Praga de música, y allí estudió piano con František Rauch y composición con Pavel Bořkovec. Se graduó en 1954. A partir de 1955, Eben dio clases durante muchos años en el departamento de historia de la música en la Universidad Charles de Praga. Entre 1977 y 1978 fue profesor de composición en el "Royal Northern College of Music", de Mánchester. En 1990 se convirtió en profesor de composición en la Academia de las Artes de Praga y Presidente del Festival de Primavera de Praga.
Eben se negó a unirse en el partido comunista checo y continuó asistiendo abiertamente a la iglesia, perdiendo así muchos ascensos en su carrera antes de 1989. Después que el gobierno comunista cayera, se le concedió diferentes nombramientos y galardones importantes, entre ellos la presidencia del Festival de Primavera de Praga (1989) y la Medalla al Mérito (2002). Entre sus trabajos más tardíos más importantes de Eben figura su oratorio "Posvátná znamení" de 1992-1993 (Símbolos sagrados). Aunque su pérdida de la salud por un ictus durante sus últimos años, Eben lo mantuvieron ocupado, componiendo sobre todo obras de órgano y coral. Murió en Praga el 24 de octubre de 2007.
Les composiciones de Eben a menudo se representan tanto en Europa como el resto del mundo, especialmente en los Estados Unidos, Canadá, Japón y Australia. En 1991, Eben recibió el título de Caballero del Ministerio francés de Cultura, Artes y Letras. Dos años antes, antes de ser presidente honorario de la Sociedad para la Música Sacra. Una competencia del órgano internacional que llevaba su nombre se ha organizado desde 2004 en Opava.
En su honor, se celebra el concurso internacional de órganos "Petr Eben"", a Opava, República Checa. 
Su hijo David Eben es el fundador y director de la "Schola Gregoriana Pragensis", una coral de voz masculina a cappella.

## Trabajos
Durant más de medio siglo, Eben produjo mucha música en diversos géneros. Entre sus primeros trabajos destacados se encuentra el primer concierto para órgano de 1954 (el segundo llegó en 1984) y el concierto para piano y orquesta (1960-1961). Escribió numerosas obras vocales, corales, sinfónicas, de piano y de cámara, pero fue la música de órgano con la que mantuvo su amor más grande y de la que fue más prolífico.
Entre los proyectos más grandes de Eben está el oratorio Apologia Socratus, el ballet Curse and Benediction (Kletby a dobrořečení), escrito para el Festival de Holanda 1983, las obres orquestales Hours of the Night (Hodiny Noční) y Praga Nocturne (Pražské nokturno), para la Filarmónica de Viena, el Concierto para el órgano núm. 2 para la dedicación del nuevo órgano para Radio Viena, la misa Misa cum populo para el Festival de Aviñón, el oratorio Holy Symbols (Posvátná znamení) para la catedral de Salzburg y la ópera Jeremiah (destinada a espectáculos de iglesia, no teatral). También escribió canciones infantiles como Sníh, una canción sobre la nieve que ganó un premio a la mejor canción del coro infantil en Illinois.
Eben es considerado un maestro en la improvisación para órgano y piano, pero la composición siguió siendo su principal ámbito de interés. Asimismo, muchas de sus composiciones de órgano se basaron en particular en sus improvisaciones públicas. Estas improvisaciones fueron el origen de las dos fantasías corales, paisajes de Patmos y Job. Eben improvisó y desarrolló un ciclo de movimientos de órgano desde 1991 hasta 2003 basado en fragmentos del famoso libro de Jan Amós Comenius, Labyrinth of the World and the Paradise of the Heart (Laberinto del mundo y el paraíso del corazón), que se convirtió en una obra publicada en respuesta a una recepción positiva.
Su música ha sido ampliamente interpretada y grabada desde los 80, aunque su popularidad aún parecía en alza. Estilísticamente, su lenguaje musical se puede considerar como "neo-expresionista" de muchas maneras, pero en algunas obres podemos escuchar algún tipo de nuevas formas de tendencias impresionistas. A menuda se compara con Olivier Messiaen (la comparación es válida hasta cierto punto, ya que ambos escribieron gran cantidad de música para órgano y a menudo tienen ejemplos de su salida de órgano incluso en los mismos recitales), pero en general su estil es menor, constantemente experimental y más voluptuoso que el de Messiaen.